# Dan pogibije Zrinskog i Frankopana
Dan pogibije Zrinskog i Frankopana spomendan je u Hrvatskoj. Posvećen je Petru Zrinskome i Franu Krsti Frankopanu, kao simbolima žrtve za slobodu i pravdu hrvatskoga naroda i hrvatske domovine. Obilježava se na dan njihove pogibije, 30. travnja, uz geslo Navik on živi ki zgine pošteno.

## Povijest
Dana 30. travnja 1671. godine u Bečkom Novom Mjestu pogubljeni su vođe protuhabsburške urote Petar Zrinski i Fran Krsto Frankopan. Povod za urotu bio je Vašvarski mir što ga je 1664. godine sklopio kralj kralj Leopold I. s nepovoljnim uvjetima za dijelove Ugarske i Hrvatske. Hrvatska i Ugarska nisu priznale taj dogovor i nadale su se da će uz pomoć bečkog dvora osloboditi svoja područja od turske vlasti. Kako im je Beč onemogućio da se zakonito izbore za svoja prava, nije im preostalo drugo nego da se hrvatske i ugarske vođe udruže i svoja prava ostvare pobunom. Bečki dvor, istodobno provodi apsolutističku i centralističku politiku ne poštujući staleška prava hrvatskoga i mađarskog plemstva. Osim toga počinje provoditi reformaciju (i sama obitelj Zrinski je bila dijelom ili je pak simpatizirala s Luteranima).

Saznavši za urotu, Leopold I je pozvao urotnike, među njima i hrvatske velikaše 1670. godine u Beč da se opravdaju. Odmah ih je stavio u kućni pritvor, a Zrinskog i Frankopana dao zatočiti u kazematu u Bečkom Novom Mjestu. Nakon jednogodišnje i nezakonite istrage,koju je vodilo Tajno vijeće, ono ih je na zagovor Johanna Paula Hochera osudilo na smrt odsijecanjem glave i desne ruke zbog uvrede kralja i izdaje zemlje. U presudi Petra Zrinskog je između ostalog navedeno: 
»... da je počinio najveće grijehe time što je nastojao okruniti se za nezavisnog hrvatskog vladara. Umjesto krune, čeka ga krvavi mač...«
Osuđenici, ali i Leopold I molili su Tajno vijeće za "milost" (pomilovanje) : milost je iskazana tako, da je osuđenicima oproštena kazna odsijecanja ruku. Pijani krvnik, koji nije uspio jednim udarcem odsjeći glavu, bio je dodatna "milost". U isto vrijeme pogubljen je u Beču i drugi najvažniji urotnik, ugarski palatin Nadasdy. Nešto kasnije u Grazu štajerski urotnik Tattenbach. Deset godina nije dvor izabirao novog palatina ni bana. U Ugarskoj je u godinama nakon urote došlo do kurucen- ustanka u kojem je i opet jedan Zrinski igrao glavnu ulogu: unuk Petra Zrinskog, Rakoczy.
Prije smaknuća su, kao i njihove obitelji, lišeni plemstva, a njihova je imanja zaplijenila država. Bečki dvor ne samo da je ugušio zrinsko-frankopanski pokret, nego je i uništio dvije najstarije i najslavnije obitelji koje su pet stoljeća, sve do polovice 17. stoljeća, imale istaknutu ulogu u hrvatskoj povijesti.

U svezi s njihovom smrću mletački poslanik u Beču javio je u Veneciju: 
»Ovo je nesretni konac dvaju toli uglednih ljudi, osobito Zrinski bijaše veoma slavljen i cijenjen, jer šesnaest potkraljeva ili banova slavnih dade Hrvatskoj njegova porodica.«

## Spomen

### Grobnice u zagrebačkoj katedrali
Njihovi posmrtni ostaci iz Bečkog Novog Mjesta preneseni su i pokopani 1919. godine u zagrebačkoj katedrali. Nadgrobni spomenici još uvijek se nalaze u Bečkom novom mjestu.

### Spomen-poprsja i spomen-ploča u zagrebačkoj katedrali
Godine 1971., na tristotu obljetnicu pogibije, u organizaciji Matice hrvatske u zagrebačkoj prvostolnici postavljena su im spomen-poprsja, autora Marije Ujević-Galetović i Šime Vulasa, i spomen-ploča.
Tom prigodom Ljudevit Jonke je u svečanom govoru između ostaloga rekao:

Nalazimo se pred grobovima hrvatskih velikana i mučenika Petra Zrinskog i Frana Krste Frankopana na sam dan tristote obljetnice njihove tragične smrti u Bečkom Novom Mjestu. Otkrivamo im poprsja i spomen-ploču, da im i danas odamo poštovanje i počast kojom ih već stoljećima obasipa hrvatski narod zbog njihove izvanredne djelatnosti i mučeničke smrti. Sam čin otkrivanja spomen-ploče i poprsja izvršava ovdje Matica hrvatska, najstarija hrvatska kulturna ustanova, no uz nas su ovdje nazočni milijuni Hrvata koji osjećaju bol nad teškom tragedijom koja se dogodila tridesetog travnja 1671. u Bečkom Novom Mjestu, ali ti milijuni osjećaju i velik ponos i beskrajnu zahvalnost za njihova djela.

## Spomendan
Godine 2011. Zakonom o dopuni »Zakona o blagdanima, spomendanima i neradnim danima u Republici Hrvatskoj« Hrvatski sabor odredio je da se 30. travnja obilježava kao Dan pogibije Petra Zrinskog i Frana Krste Frankopana.

## Poveznice
- Zrinsko-frankopanska urota
- Blagdani i spomendani u Hrvatskoj

## Vanjske poveznice
Mrežna mjesta
- 30. travnja – Dan pogibije Zrinskog i Frankopana, na stranicama Hrvatskoga sabora
- Navik on živi ki zgine pošteno, izložba Hrvatskog povijesnog muzeja u prigodi stote obljetnice prijenosa posmrtnih ostataka Zrinskog i Frankopana iz Bečkog Novog Mjesta u Zagreb, www.hismus.hr